# Giampiero Boniperti
Giampiero Boniperti (Barengo, 4 luglio 1928 – Torino, 18 giugno 2021) è stato un calciatore, dirigente sportivo e politico italiano, di ruolo attaccante o centrocampista.
Il suo nome è indissolubilmente legato alla Juventus, cui è rimasto fedele dapprima per tutta la sua carriera agonistica, detenendo per circa mezzo secolo i primati di presenze (469) e reti (188), e poi dirigenziale, coincisa con alcuni dei massimi successi sportivi della squadra torinese. Sia sul campo sia dietro la scrivania, è stata una della personalità più importanti nell'intera storia del calcio italiano.
Capocannoniere della Serie A 1947-1948 oltreché elemento più rappresentativo del calcio nazionale nell'immediato post Superga, come giocatore ha successivamente fatto parte, assieme a John Charles e Omar Sívori, del cosiddetto Trio Magico, uno dei più prolifici reparti d'attacco ammirati nella massima serie italiana. Nel 2004 è stato inserito nella FIFA 100, la lista dei 125 migliori calciatori all'epoca viventi, stilata in occasione del centenario della FIFA. Nel 2012 è entrato a far parte della Hall of Fame del calcio italiano tra i dirigenti.
Oltre l'attività dirigenziale sul fronte calcistico, in parallelo operò con successo anche nel campo dell'atletica attraverso la gestione della Sisport, conferendo caratura internazionale a una polisportiva che, sotto il suo mandato, portò vari atleti all'oro olimpico.
Tra il 1994 e il 1999 ha ricoperto il ruolo di deputato al Parlamento europeo.

## Biografia
Suo figlio Giampaolo, dopo avere tentato dapprima la carriera di calciatore, con trascorsi nel settore giovanile della Juventus e poi nella prima squadra dei Toronto Blizzard, è stato in seguito dirigente del club bianconero; il figlio di quest'ultimo, Filippo, nipote di Giampiero, è diventato a sua volta calciatore con una carriera partita dal vivaio bianconero e poi spesa prettamente nelle serie minori italiane.
Alle elezioni europee del 1994 Boniperti, di professione geometra, fu candidato ed eletto europarlamentare, nelle liste di Forza Italia. È rimasto in carica per tutta la durata della IV legislatura del Parlamento europeo, fino al 1999.
È deceduto a 92 anni la notte del 18 giugno 2021 a Torino, a causa di un'insufficienza cardiaca. È sepolto nel cimitero di Chieri.

## Caratteristiche tecniche
(Gianni Brera)
Nato come ala destra, emerse ben presto come centravanti dotato di una notevole visione di gioco e senso della posizione, di velocità nella corsa e potenza nel tiro, con entrambi i piedi, nonché eccellendo sul gioco aereo: interpretò il ruolo per gran parte della carriera, mandato in porta dai compagni di squadra John e Karl Aage Hansen, e Karl Aage Præst.
Negli ultimi anni da calciatore, seguendo una parabola comune ad altri attaccanti, arretrò il suo raggio d'azione come mezzala, divenendo uomo-assist per John Charles e Omar Sívori; una scelta avallata in primis dal giornalista Gianni Brera, il quale colse tale occasione per coniare, per la prima volta nella lingua italiana, il neologismo di «centro-campista» – inizialmente scritto col trattino – poi affermatosi nell'uso comune.

## Carriera

### Giocatore

#### Club

##### Gli esordi nella Juventus e i primi successi
(Giampiero Boniperti)

Boniperti tra Ermes Muccinelli (a sinistra) e John Hansen (a destra), il trio d'attacco della Juventus tra gli anni 40 e 50

Soprannominato dagli avversari "Marisa" (nomignolo affibbiatogli dal giocatore Benito Lorenzi) per i suoi boccoli biondi, ha sempre legato il suo nome a quello della Juventus, nella quale mosse i primi passi da calciatore professionista nell'immediato secondo dopoguerra. Dapprima, dal 1945 al 1946 militò nel Barengo, squadra del suo paese natale. Nell'ultimo anno si trasferì al Momo Novarese, squadra dilettantistica della provincia, dove rimase fino a settembre, mese in cui compì il grande salto in Serie A approdando alla Juventus; venne portato alla società piemontese da Egidio Perone, medico torinese e suo grande amico.
Inizialmente aggregato alla squadra riserve del club zebrato, esordì in prima squadra sul finire del campionato 1946-1947, debuttando il 2 marzo 1947 al Comunale di Torino nella classica persa 1-2 contro il Milan. La prova incolore offerta lo riportò temporaneamente tra le riserve; tuttavia il profilarsi di una stagione senza più obiettivi convinse il tecnico juventino Renato Cesarini a guardare già alla successiva, sfruttando il finale di campionato per far accumulare esperienza agli elementi più giovani.
L'8 giugno seguente, sul campo del Ferraris di Genova, Boniperti ebbe così una nuova occasione e, alla seconda presenza ufficiale, quella che veniva ancora appellata come una «riservetta di qualità» mise a referto i suoi primi gol in maglia bianconera, con una doppietta nel 3-0 alla Sampdoria. Stavolta il giovane calciatore si mise subito in luce, segnando 5 reti in 6 partite di quel suo primo torneo. Conquistato immediatamente un posto nell'undici titolare, l'anno dopo non saltò alcuna partita e, schierato da Cesarini stabilmente nel ruolo di centravanti, fu capocannoniere della massima serie con 27 gol, a vent'anni ancora da compiere, davanti ai granata Valentino Mazzola e Guglielmo Gabetto.
Nonostante la fedele militanza in maglia bianconera, in questi anni per un'unica partita Boniperti vestì eccezionalmente la casacca granata degli storici rivali cittadini, il Torino: ciò avvenne il 26 maggio 1949 quando, per rendere omaggio alla squadra del Grande Torino perita poche settimane prima nella tragedia di Superga, venne organizzata un'amichevole a scopo benefico volta ad aiutare le famiglie delle vittime; nell'occasione una selezione dei migliori giocatori della Serie A dell'epoca, riuniti sotto il nome di Torino "Simbolo", scese in campo contro gli argentini del River Plate in una sfida chiusasi in parità sul 2-2.

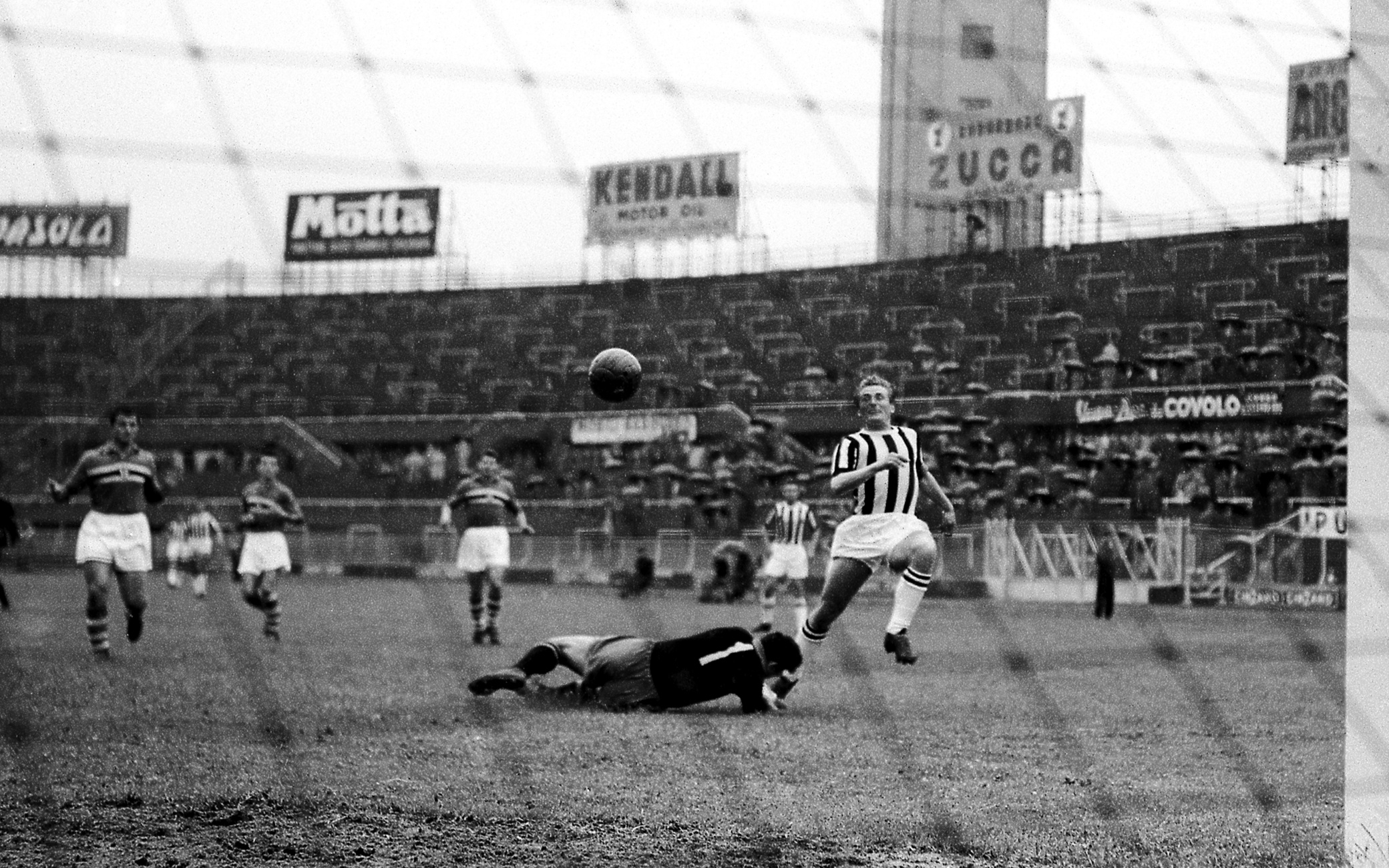
Un gol di Boniperti contro la nel campionato 1954-1955

Al di là di questo episodio, Boniperti divenne ben presto una bandiera della Juventus, conquistando con Madama lo scudetto nel campionato 1949-1950 – mettendo fine a un digiuno tricolore che in casa bianconera perdurava da tre lustri – e, soprattutto, continuando a segnare con una media impressionante: raggiunse infatti il traguardo delle 100 reti in Serie A prima di compiere ventiquattro anni. Nel corso della stagione 1951-1952 fece suo il secondo titolo italiano; tuttavia, da qui in avanti, l'emergere di competitive rivali, come l'Inter di Skoglund e Lorenzi, il Milan del Gre-No-Li e la Fiorentina di Bernardini, portò alla fine del vittorioso ciclo bianconero dei primi anni 50.

##### DalTrio Magicoal ritiro

Boniperti lascia il campo insieme ai compagni d'attacco Omar Sívori (a sinistra) e John Charles (a destra), il cosiddetto Trio Magico bianconero tra gli anni 50 e 60

Dopo sei anni trascorsi senza successi, nella stagione 1957-1958 Boniperti poté riconquistare il tricolore – il decimo per la società bianconera, che da questo momento sarà la prima a potersi fregiare della cosiddetta "stella" – grazie a una rinnovata Juventus, nel frattempo ricostruita dall'opera di Umberto Agnelli. Boniperti contribuì alla rinascita bianconera ricoprendo quel ruolo di mezzala in cui già da qualche anno brillava, mettendo così al servizio della squadra le sue eccellenti doti tecniche e di visione di gioco e andando a formare un temibile tridente d'attacco con i due neoacquisti estivi della Juventus, il gallese John Charles e l'italo-argentino Omar Sívori: era nato il famoso Trio Magico.
Seguirono presto il quarto (1959-1960) e il quinto scudetto (1960-1961), in quella che è ricordata come una delle squadre più forti di tutti i tempi. Proprio dopo questi trionfi, nel 1961 Boniperti diede l'addio al calcio, ritirandosi all'età di 33 anni pur essendo ancora in buone condizioni fisiche; la sua ultima partita, il 10 giugno, fu quella contro l'Inter dei ragazzi, schierata per protesta dal presidente Angelo Moratti, nel famoso 9-1 in cui esordì Sandro Mazzola.

Boniperti festeggia la vittoria del campionato italiano 1959-1960 salutando i tifosi juventini

Boniperti è riconosciuto dalla Juventus come il calciatore più rappresentativo nella storia della società; fino al 30 ottobre 2010 ha detenuto il record di gol in Serie A con la maglia bianconera con 178 reti (superato poi solo da Alessandro Del Piero), mentre sino al 5 febbraio dello stesso anno ha conservato il primato di presenze in massima serie, 445 (superato ancora una volta da Del Piero). In maglia bianconera ha collezionato 469 presenze (443 in A, 13 in Coppa Italia, 9 in Europa e 4 in Coppa Rio), realizzando un totale di 188 reti (178 in A, 1 in Coppa Italia, 3 in Europa e 6 in Coppa Rio).

#### Nazionale
Giocò per la prima volta in nazionale A il 9 novembre 1947, sotto la guida di Vittorio Pozzo, chiamato a sostituire il centrattacco granata Guglielmo Gabetto nella sconfitta per 5-1 contro l'Austria. Ritrovò l'azzurro dopo due anni, il 22 maggio 1949, poche settimane dopo la tragedia di Superga in cui perì il Grande Torino; alla seconda partita ufficiale, ancora contro gli austriaci, a Firenze, segnò il suo primo gol in nazionale.

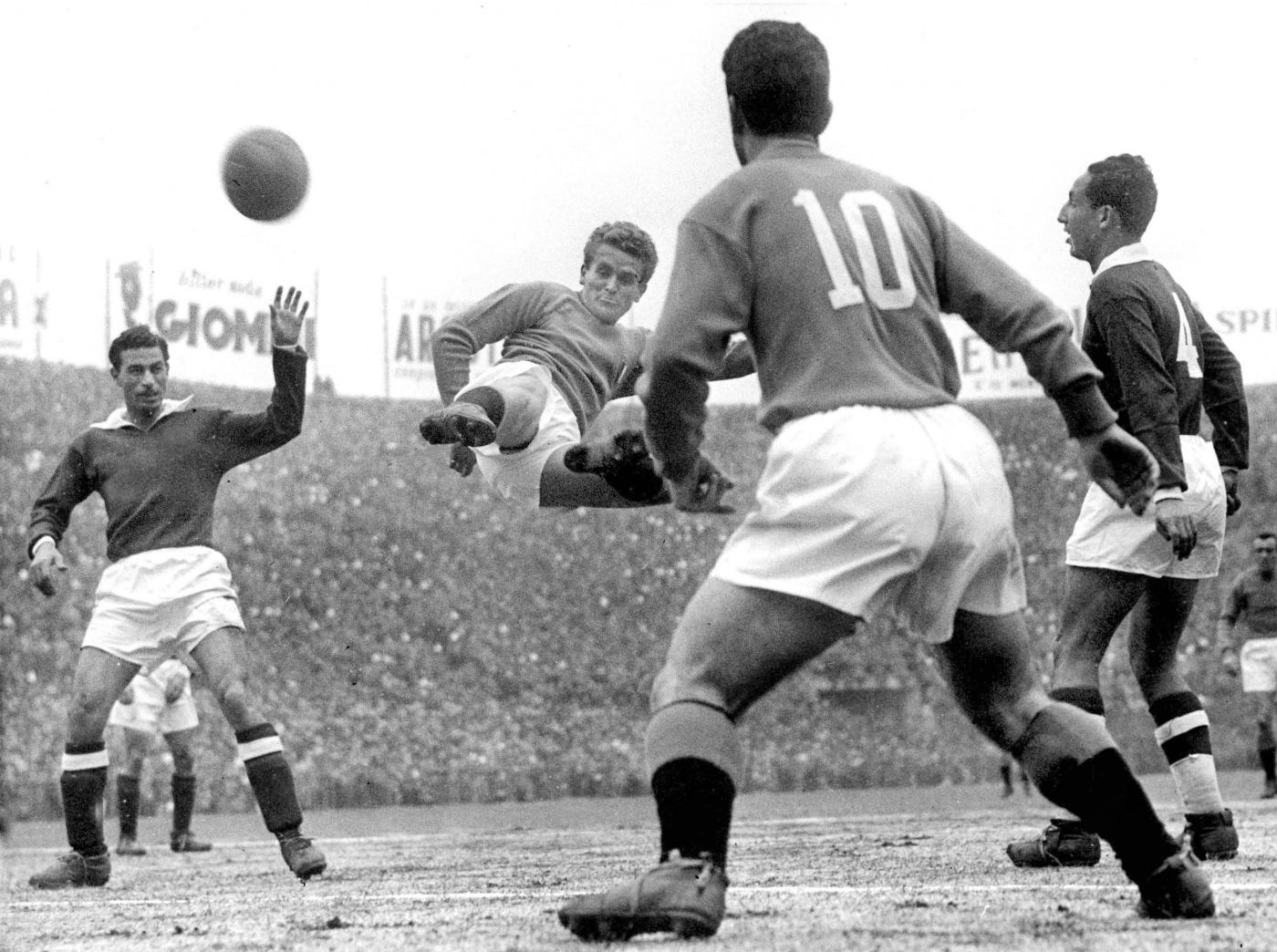
Boniperti in sforbiciata con la maglia azzurra a San Siro, contro l', durante le qualificazioni al

Con la maglia azzurra non raccolse successi, anche per via dell'impoverimento tecnico che colpì il calcio italiano all'indomani della sciagura di Superga e che si protrarrà per tutto il successivo decennio: in tale contesto, nonostante l'ancora giovane età, Boniperti divenne giocoforza uno dei punti fermi su cui rifondare una nazionale orfana del "blocco granata".
Partecipò alle sfortunate avventure al campionato del mondo 1950 in Brasile e al campionato del mondo 1954 in Svizzera, in quest'ultimo caso da capitano azzurro – lo era diventato dal 1952, appena ventiquattrenne – e realizzando anche una rete, nella sconfitta 2-1 a Losanna contro i padroni di casa; nel 1958, invece, l'Italia non riuscì neanche a qualificarsi alla fase finale. Collezionò 38 presenze in azzurro con 8 gol – oltre a una presenza e 2 reti con la nazionale B, nel 1950 –, prima di ritirarsi dalla nazionale nel 1960.

Boniperti (a sinistra) nel 1954, capitano della nazionale italiana, a quattrocchi con il commissario tecnico Lajos Czeizler durante un allenamento

È l'unico calciatore ad aver segnato un gol in azzurro in tre decenni differenti, dagli anni 40 agli anni 60. Prese inoltre parte, unico italiano invitato, alla prestigiosa sfida tra Inghilterra e Resto d'Europa giocata il 21 ottobre 1953 al Wembley Stadium di Londra, in cui si mise in mostra nelle file dei «continentali» realizzando una doppietta nel 4-4 finale.

### Dirigente

#### Juventus
Poco dopo il suo ritiro dall'attività agonistica, Boniperti fu subito chiamato dalla famiglia Agnelli a ricoprire un ruolo dirigenziale all'interno della società juventina, come amministratore delegato durante la presidenza di Vittore Catella. Successivamente il consiglio di amministrazione del club lo nominò all'unanimità presidente, carica mantenuta dal 1971 al 1990; sul piano operativo fu inizialmente affiancato dall'esperto general manager Italo Allodi, poi dal 1973 Boniperti assunse di fatto l'intero comando del club.

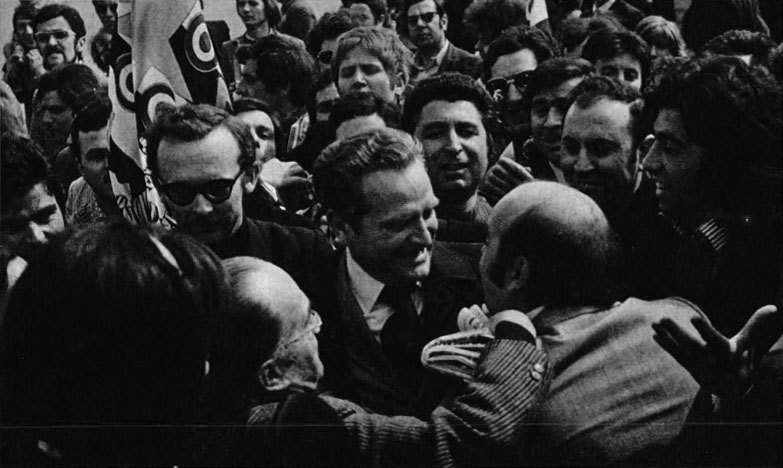
Boniperti, presidente juventino, festeggiato nel 1973 dai tifosi all'aeroporto di Torino-Caselle, al ritorno della squadra dalla trasferta di Budapest che valse l'accesso alle semifinali di Coppa dei Campioni

In questa fase si ritrovò ad affrontare anche – in senso più ampio – la crisi di risultati del calcio italiano negli anni 70, soprattutto a livello internazionale. Per ribaltare la situazione, Boniperti elaborò un progetto a lungo termine gestito con rinnovati criteri industriali, caratterizzato dall'introduzione e successiva applicazione della zona mista, schema tattico che coniugava efficacemente i concetti del calcio totale olandese con il classico catenaccio italico; dal graduale inserimento in prima squadra di giovani calciatori cresciuti nel settore giovanile juventino, quali Giuseppe Furino, Roberto Bettega e Paolo Rossi, assieme all'arruolamento di alcune delle migliori promesse provenienti da altri club di Serie A, quali Gaetano Scirea, Antonio Cabrini, Claudio Gentile, Marco Tardelli e Franco Causio, e dalla ferrea disciplina anche d'immagine imposta alla squadra, basata su quella richiesta durante l'attività agonistica.
Ciò diede inizio al periodo di successi più duraturo nella storia del calcio italiano, principalmente sotto la guida decennale di Giovanni Trapattoni (1976-1986), che arricchirà considerevolmente il palmarès del club: nove scudetti, due Coppe Italia, una Coppa Intercontinentale, una Coppa dei Campioni, una Coppa delle Coppe UEFA, una Supercoppa UEFA e una Coppa UEFA – quest'ultima, nel 1977, la prima affermazione confederale della squadra piemontese –, facendo al contempo di Boniperti il dirigente più titolato nell'intera storia del calcio nazionale. Un ciclo di trionfi, questo, che aprirà un lungo periodo aureo al campionato di Serie A – a partire dalla cosiddetta «riapertura delle frontiere», con il ritorno al tesseramento di giocatori provenienti dai campionati esteri, a partire dalla stagione 1980-1981, e la successiva vittoria della rappresentativa italiana al campionato del mondo 1982 –, durato sino alla fine del II millennio.

Da sinistra: Boniperti nel 1981, insieme al tecnico Giovanni Trapattoni e al portiere Dino Zoff, durante una puntata della Domenica Sportiva celebrativa del 19º scudetto juventino

Dopo un quindicennio di successi con la Juventus, dalla seconda metà degli anni 80 la presidenza Boniperti cominciò a patire il logorio del tempo, dentro e fuori dal campo, sia per una maggiore influenza esercitata dalla Fiat all'interno delle dinamiche del club sia per i sopraggiunti cambiamenti manageriali a cui stava andando incontro il mondo del calcio. Nel febbraio del 1990, dopo diciannove anni, Boniperti rassegnò le dimissioni da presidente bianconero, venendo sostituito da Vittorio Caissotti di Chiusano.

#### Sisport
Contemporaneamente al calcio, dal 1977 gli Agnelli gli affidarono con successo anche la gestione della Sisport, la società polisportiva del Gruppo Fiat.

Boniperti (primo da destra) nel 1978, amministratore della Sisport, e l'ingegnere Pollo (secondo da sinistra), direttore di Fiat Ricambi, premiano i pallanuotisti Alberto Alberani (primo da sinistra) e Paolo Ragosa (secondo da destra) della, reduci dal titolo mondiale con la nazionale italiana

Dapprima come amministratore delegato e poi dal novembre 1990 come presidente, in quegli anni Boniperti portò la Sisport ai vertici nazionali e internazionali grazie ad atleti quali Maurizio Damilano, Gabriella Dorio, Pietro Mennea e Sara Simeoni, tutti campioni olimpici; tra i maggiori traguardi, fu la prima e tuttora unica società italiana a vincere la Coppa Europa per club di atletica leggera sia a livello maschile sia femminile.
Manterrà la presidenza della Sisport fino al 2014.

#### La nazionale e i ritorni in bianconero
Una volta lasciata la Juventus, dopo poche settimane venne nominato dal presidente della Federazione Italiana Giuoco Calcio, Antonio Matarrese, capo delegazione della nazionale in vista dell'imminente campionato del mondo 1990, chiuso dagli azzurri al terzo posto.
L'anno successivo la famiglia Agnelli, rimasta scottata dalla breve e fallimentare gestione Montezemolo, lo richiamò a Torino dove andò ad assumere, per la seconda volta nella sua carriera juventina, l'incarico di amministratore delegato con pieni poteri, ruolo che mantenne per il successivo triennio; in questo periodo la squadra bianconera, pur non raggiungendo i fasti del primo ciclo Boniperti dietro alla scrivania, centrò la vittoria della terza Coppa UEFA della sua storia, la seconda sotto il mandato dell'ex capitano e presidente. Lasciò definitivamente ogni mansione operativa in seno alla Juventus al termine della stagione 1993-1994, vedendosi ormai preclusi spazi di manovra a fronte del contemporaneo riassetto societario che, fin dal febbraio precedente, aveva portato ai vertici societari Umberto Agnelli e Roberto Bettega.
Nell'estate del 2006, dopo il coinvolgimento della Juventus nello scandalo Calciopoli, Boniperti venne richiamato dalla famiglia Agnelli per seguire l'opera di ricostruzione della società; da allora e fino alla morte ricoprì, assieme a Franzo Grande Stevens, la carica di presidente onorario del club.

## Statistiche

### Presenze e reti nei club
| Stagione        | Squadra         | Campionato      | Campionato | Campionato | Coppe nazionali | Coppe nazionali | Coppe nazionali | Coppe continentali | Coppe continentali | Coppe continentali | Altre coppe | Altre coppe | Altre coppe | Totale | Totale |
| Stagione        | Squadra         | Comp            | Pres       | Reti       | Comp            | Pres            | Reti            | Comp               | Pres               | Reti               | Comp        | Pres        | Reti        | Pres   | Reti   |
| --------------- | --------------- | --------------- | ---------- | ---------- | --------------- | --------------- | --------------- | ------------------ | ------------------ | ------------------ | ----------- | ----------- | ----------- | ------ | ------ |
| 1946-1947       | Juventus        | A               | 6          | 5          | -               | -               | -               | -                  | -                  | -                  | -           | -           | -           | 6      | 5      |
| 1947-1948       | Juventus        | A               | 40         | 27         | -               | -               | -               | -                  | -                  | -                  | -           | -           | -           | 40     | 27     |
| 1948-1949       | Juventus        | A               | 32         | 15         | -               | -               | -               | -                  | -                  | -                  | -           | -           | -           | 32     | 15     |
| 1949-1950       | Juventus        | A               | 35         | 21         | -               | -               | -               | -                  | -                  | -                  | -           | -           | -           | 35     | 21     |
| 1950-1951       | Juventus        | A               | 37         | 22         | -               | -               | -               | -                  | -                  | -                  | CR          | 4           | 6           | 41     | 28     |
| 1951-1952       | Juventus        | A               | 33         | 19         | -               | -               | -               | CL                 | 2                  | 3                  | -           | -           | -           | 35     | 22     |
| 1952-1953       | Juventus        | A               | 29         | 7          | -               | -               | -               | -                  | -                  | -                  | -           | -           | -           | 29     | 7      |
| 1953-1954       | Juventus        | A               | 30         | 14         | -               | -               | -               | -                  | -                  | -                  | -           | -           | -           | 30     | 14     |
| 1954-1955       | Juventus        | A               | 27         | 9          | -               | -               | -               | -                  | -                  | -                  | -           | -           | -           | 27     | 9      |
| 1955-1956       | Juventus        | A               | 31         | 6          | -               | -               | -               | -                  | -                  | -                  | -           | -           | -           | 31     | 6      |
| 1956-1957       | Juventus        | A               | 24         | 4          | -               | -               | -               | -                  | -                  | -                  | -           | -           | -           | 24     | 4      |
| 1957-1958       | Juventus        | A               | 34         | 8          | CI              | 6               | 1               | -                  | -                  | -                  | -           | -           | -           | 40     | 9      |
| 1958-1959       | Juventus        | A               | 26         | 8          | CI              | 3               | 0               | CC+CA              | 2+2                | 0                  | -           | -           | -           | 33     | 8      |
| 1959-1960       | Juventus        | A               | 31         | 7          | CI              | 3               | 0               | CA                 | 2                  | 0                  | -           | -           | -           | 36     | 7      |
| 1960-1961       | Juventus        | A               | 28         | 6          | CI              | 1               | 0               | CC                 | 1                  | 0                  | -           | -           | -           | 30     | 6      |
| Totale carriera | Totale carriera | Totale carriera | 443        | 178        |                 | 13              | 1               |                    | 9                  | 3                  |             | 4           | 6           | 469    | 188    |

### Cronologia presenze e reti in nazionale
| Cronologia completa delle presenze e delle reti in nazionale ― Italia | Cronologia completa delle presenze e delle reti in nazionale ― Italia | Cronologia completa delle presenze e delle reti in nazionale ― Italia | Cronologia completa delle presenze e delle reti in nazionale ― Italia | Cronologia completa delle presenze e delle reti in nazionale ― Italia | Cronologia completa delle presenze e delle reti in nazionale ― Italia | Cronologia completa delle presenze e delle reti in nazionale ― Italia | Cronologia completa delle presenze e delle reti in nazionale ― Italia |
| Data                                                                  | Città                                                                 | In casa                                                               | Risultato                                                             | Ospiti                                                                | Competizione                                                          | Reti                                                                  | Note                                                                  |
| --------------------------------------------------------------------- | --------------------------------------------------------------------- | --------------------------------------------------------------------- | --------------------------------------------------------------------- | --------------------------------------------------------------------- | --------------------------------------------------------------------- | --------------------------------------------------------------------- | --------------------------------------------------------------------- |
| 9-11-1947                                                             | Vienna                                                                | Austria                                                               | 5 – 1                                                                 | Italia                                                                | Amichevole                                                            | -                                                                     |                                                                       |
| 22-5-1949                                                             | Firenze                                                               | Italia                                                                | 3 – 1                                                                 | Austria                                                               | Coppa Internazionale 1948-1953                                        | 1                                                                     |                                                                       |
| 12-6-1949                                                             | Budapest                                                              | Ungheria                                                              | 1 – 1                                                                 | Italia                                                                | Coppa Internazionale 1948-1953                                        | -                                                                     |                                                                       |
| 30-11-1949                                                            | Londra                                                                | Inghilterra                                                           | 2 – 0                                                                 | Italia                                                                | Amichevole                                                            | -                                                                     |                                                                       |
| 5-3-1950                                                              | Bologna                                                               | Italia                                                                | 3 – 1                                                                 | Belgio                                                                | Amichevole                                                            | -                                                                     | 25’                                                                   |
| 2-4-1950                                                              | Vienna                                                                | Austria                                                               | 1 – 0                                                                 | Italia                                                                | Coppa Internazionale 1948-1953                                        | -                                                                     |                                                                       |
| 25-6-1950                                                             | San Paolo                                                             | Svezia                                                                | 3 – 2                                                                 | Italia                                                                | Mondiali 1950 - 1º turno                                              | -                                                                     |                                                                       |
| 8-4-1951                                                              | Lisbona                                                               | Portogallo                                                            | 1 – 4                                                                 | Italia                                                                | Amichevole                                                            | -                                                                     |                                                                       |
| 6-5-1951                                                              | Milano                                                                | Italia                                                                | 0 – 0                                                                 | Jugoslavia                                                            | Amichevole                                                            | -                                                                     |                                                                       |
| 3-6-1951                                                              | Genova                                                                | Italia                                                                | 4 – 1                                                                 | Francia                                                               | Amichevole                                                            | -                                                                     |                                                                       |
| 11-11-1951                                                            | Firenze                                                               | Italia                                                                | 1 – 1                                                                 | Svezia                                                                | Amichevole                                                            | -                                                                     |                                                                       |
| 25-11-1951                                                            | Lugano                                                                | Svizzera                                                              | 1 – 1                                                                 | Italia                                                                | Coppa Internazionale 1948-1953                                        | 1                                                                     |                                                                       |
| 24-2-1952                                                             | Bruxelles                                                             | Belgio                                                                | 2 – 0                                                                 | Italia                                                                | Amichevole                                                            | -                                                                     |                                                                       |
| 18-5-1952                                                             | Firenze                                                               | Italia                                                                | 1 – 1                                                                 | Inghilterra                                                           | Amichevole                                                            | -                                                                     |                                                                       |
| 26-10-1952                                                            | Stoccolma                                                             | Svezia                                                                | 1 – 1                                                                 | Italia                                                                | Amichevole                                                            | -                                                                     | Cap.                                                                  |
| 28-12-1952                                                            | Palermo                                                               | Italia                                                                | 2 – 0                                                                 | Svizzera                                                              | Coppa Internazionale 1948-1953                                        | -                                                                     | Cap.                                                                  |
| 26-4-1953                                                             | Praga                                                                 | Cecoslovacchia                                                        | 2 – 0                                                                 | Italia                                                                | Coppa Internazionale 1948-1953                                        | -                                                                     | Cap.                                                                  |
| 17-5-1953                                                             | Roma                                                                  | Italia                                                                | 0 – 3                                                                 | Ungheria                                                              | Coppa Internazionale 1948-1953                                        | -                                                                     | Cap. 46’                                                              |
| 13-11-1953                                                            | Il Cairo                                                              | Egitto                                                                | 1 – 2                                                                 | Italia                                                                | Qual. Mondiali 1954                                                   | -                                                                     | Cap.                                                                  |
| 13-12-1953                                                            | Genova                                                                | Italia                                                                | 3 – 0                                                                 | Cecoslovacchia                                                        | Coppa Internazionale 1948-1953                                        | -                                                                     | Cap.                                                                  |
| 24-1-1954                                                             | Milano                                                                | Italia                                                                | 5 – 1                                                                 | Egitto                                                                | Qual. Mondiali 1954                                                   | 2                                                                     | Cap.                                                                  |
| 11-4-1954                                                             | Parigi                                                                | Francia                                                               | 1 – 3                                                                 | Italia                                                                | Amichevole                                                            | -                                                                     | Cap.                                                                  |
| 17-6-1954                                                             | Losanna                                                               | Svizzera                                                              | 2 – 1                                                                 | Italia                                                                | Mondiali 1954 - 1º turno                                              | 1                                                                     | Cap.                                                                  |
| 5-12-1954                                                             | Roma                                                                  | Italia                                                                | 2 – 0                                                                 | Argentina                                                             | Amichevole                                                            | -                                                                     | Cap.                                                                  |
| 16-1-1955                                                             | Bari                                                                  | Italia                                                                | 1 – 0                                                                 | Belgio                                                                | Amichevole                                                            | 1                                                                     | Cap.                                                                  |
| 29-5-1955                                                             | Torino                                                                | Italia                                                                | 0 – 4                                                                 | Jugoslavia                                                            | Coppa Internazionale 1955-1960                                        | -                                                                     | Cap.                                                                  |
| 18-12-1955                                                            | Roma                                                                  | Italia                                                                | 2 – 1                                                                 | Germania Ovest                                                        | Amichevole                                                            | 1                                                                     | Cap.                                                                  |
| 15-2-1956                                                             | Bologna                                                               | Italia                                                                | 2 – 0                                                                 | Francia                                                               | Amichevole                                                            | -                                                                     | Cap.                                                                  |
| 25-4-1956                                                             | Milano                                                                | Italia                                                                | 3 – 0                                                                 | Brasile                                                               | Amichevole                                                            | -                                                                     | Cap.                                                                  |
| 9-12-1956                                                             | Genova                                                                | Italia                                                                | 2 – 1                                                                 | Austria                                                               | Coppa Internazionale                                                  | -                                                                     | Cap.                                                                  |
| 12-5-1957                                                             | Zagabria                                                              | Jugoslavia                                                            | 6 – 1                                                                 | Italia                                                                | Coppa Internazionale 1955-1960                                        | -                                                                     | Cap.                                                                  |
| 26-5-1957                                                             | Lisbona                                                               | Portogallo                                                            | 3 – 0                                                                 | Italia                                                                | Qual. Mondiali 1958                                                   | -                                                                     | Cap.                                                                  |
| 23-3-1958                                                             | Vienna                                                                | Austria                                                               | 3 – 2                                                                 | Italia                                                                | Coppa Internazionale 1955-1960                                        | -                                                                     | Cap.                                                                  |
| 9-11-1958                                                             | Parigi                                                                | Francia                                                               | 2 – 2                                                                 | Italia                                                                | Amichevole                                                            | -                                                                     | Cap.                                                                  |
| 13-12-1958                                                            | Genova                                                                | Italia                                                                | 1 – 1                                                                 | Cecoslovacchia                                                        | Coppa Internazionale 1955-1960                                        | -                                                                     | Cap.                                                                  |
| 29-11-1959                                                            | Firenze                                                               | Italia                                                                | 1 – 1                                                                 | Ungheria                                                              | Coppa Internazionale 1955-1960                                        | -                                                                     | Cap.                                                                  |
| 13-3-1960                                                             | Barcellona                                                            | Spagna                                                                | 3 – 1                                                                 | Italia                                                                | Amichevole                                                            | -                                                                     | Cap.                                                                  |
| 10-12-1960                                                            | Napoli                                                                | Italia                                                                | 1 – 2                                                                 | Austria                                                               | Amichevole                                                            | 1                                                                     | Cap.                                                                  |
| Totale                                                                |                                                                       | Presenze (74º posto)                                                  | 38                                                                    |                                                                       | Reti (39º posto)                                                      | 8                                                                     |                                                                       |

| Cronologia completa delle presenze e delle reti in nazionale ― Italia B | Cronologia completa delle presenze e delle reti in nazionale ― Italia B | Cronologia completa delle presenze e delle reti in nazionale ― Italia B | Cronologia completa delle presenze e delle reti in nazionale ― Italia B | Cronologia completa delle presenze e delle reti in nazionale ― Italia B | Cronologia completa delle presenze e delle reti in nazionale ― Italia B | Cronologia completa delle presenze e delle reti in nazionale ― Italia B | Cronologia completa delle presenze e delle reti in nazionale ― Italia B |
| Data                                                                    | Città                                                                   | In casa                                                                 | Risultato                                                               | Ospiti                                                                  | Competizione                                                            | Reti                                                                    | Note                                                                    |
| ----------------------------------------------------------------------- | ----------------------------------------------------------------------- | ----------------------------------------------------------------------- | ----------------------------------------------------------------------- | ----------------------------------------------------------------------- | ----------------------------------------------------------------------- | ----------------------------------------------------------------------- | ----------------------------------------------------------------------- |
| 10-5-1950                                                               | Milano                                                                  | Italia                                                                  | 5 – 0                                                                   | Inghilterra                                                             | Amichevole                                                              | 2                                                                       |                                                                         |
| Totale                                                                  |                                                                         | Presenze                                                                | 1                                                                       |                                                                         | Reti                                                                    | 2                                                                       |                                                                         |

## Palmarès

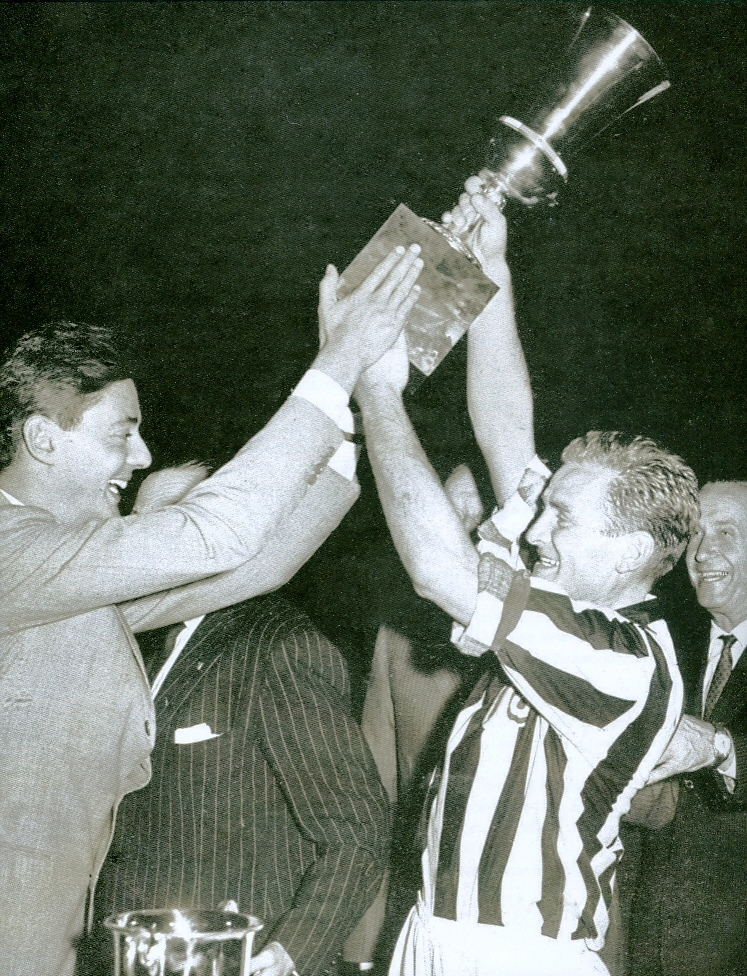
Boniperti (a destra), capitano della Juventus, solleva con Umberto Agnelli il trofeo della Coppa Italia 1959-1960.

Boniperti (a sinistra), presidente juventino, riceve la Coppa Campioni d'Italia per l'edizione 1983-1984.

### Club
- Campionato italiano: 5

Juventus: 1949-1950, 1951-1952, 1957-1958, 1959-1960, 1960-1961
- Coppa Italia: 2

Juventus: 1958-1959, 1959-1960

### Individuale
- Capocannoniere della Serie A: 1

1947-1948 (27 gol)
- Capocannoniere del Torneo Internazionale dei Club Campioni: 1

1951 (6 gol)
- Capocannoniere della Coppa Latina: 1

1952 (3 gol)
- Inserito nella FIFA 100

2004
- Premio Dirigente Aruga[6]

2008
- Inserito nella Hall of fame del calcio italiano nella categoria Dirigente italiano

2012
- Excellence Guirlande d’Honneur FICTS[60]

2012
- Premio CONI alla carriera sportiva[2]

2013

## Opere
- Una vita a testa alta: cinquant'anni sempre e solo per la Juventus, con Enrica Speroni, prefazione di Candido Cannavò, Milano, Rizzoli, 2003, ISBN 88-17-10685-2.